# Talon haut
 (juin 2022).
Si vous disposez d'ouvrages ou d'articles de référence ou si vous connaissez des sites web de qualité traitant du thème abordé ici, merci de compléter l'article en donnant les références utiles à sa vérifiabilité et en les liant à la section « Notes et références ».

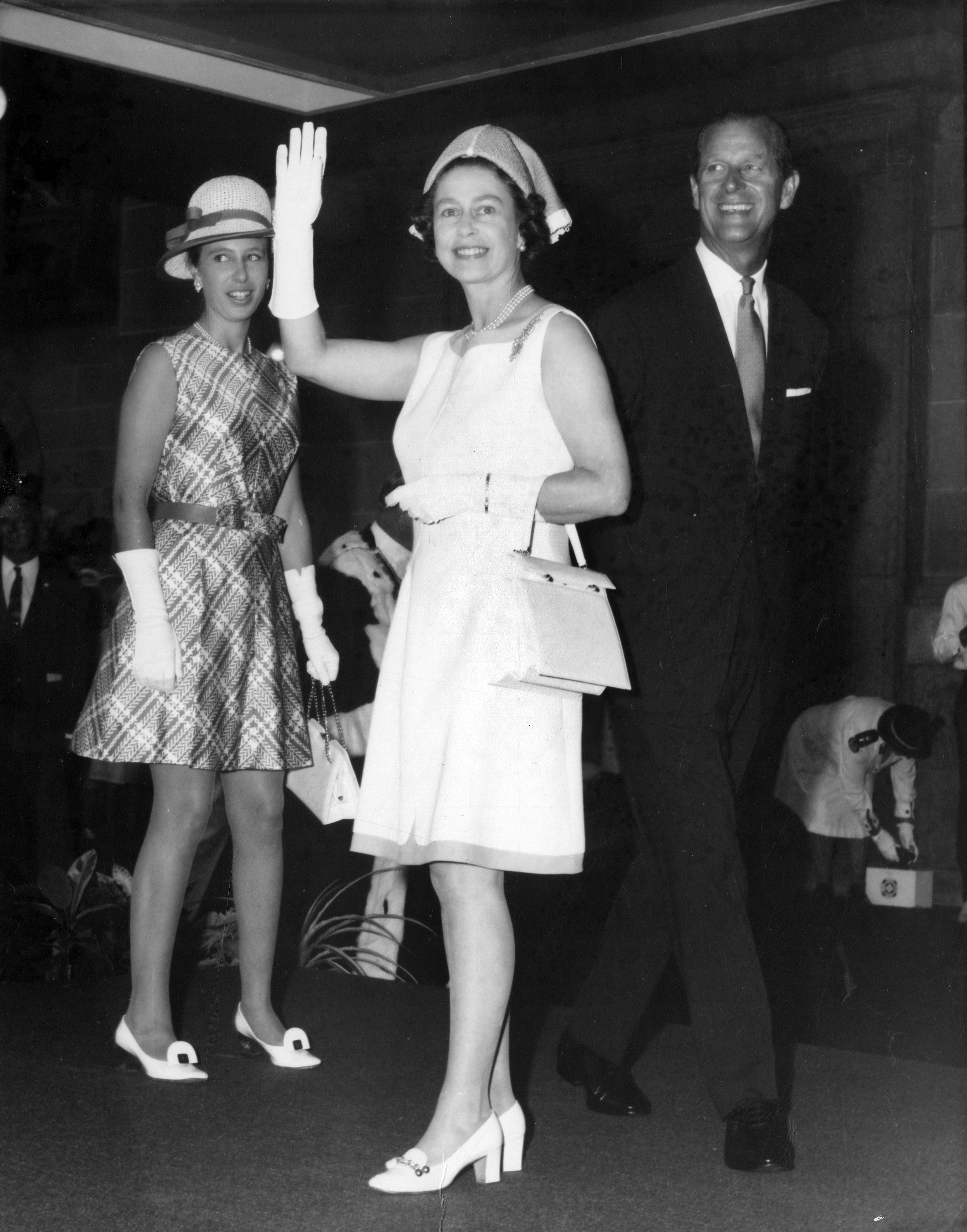
Élisabeth II portant des chaussures à talons hauts en 1970.

Le talon haut est un type de talon de chaussure qui élève très significativement la hauteur du tarse par rapport aux orteils. Le talon haut, en plus d'élever la taille de la personne qui le porte, donne généralement une illusion esthétique de jambes plus longues mais entrave bien davantage la démarche et l'équilibre qu'un talon plus bas. Le talon haut possède de nos jours différents styles, incluant notamment le talon aiguille. Il n'existe aucune norme officielle mais d'après certains sites tels que ceux de Jimmy Choo et Gucci, au-delà de 8 centimètres, le talon peut être considéré comme « talon haut »[réf. nécessaire].
Au cours de l'Histoire, les talons hauts ont fait l'objet d'effets de mode, et ont été tour à tour des accessoires d'apparat portés par les deux sexes, puis portés quotidiennement exclusivement par des femmes. Ils sont aujourd'hui l'objet de controverses notamment en raison de leur impact sur la santé mis en évidence par le corps médical et de leur image négative véhiculée par le mouvement féministe. Le port de talons hauts est médicalement incompatible avec des douleurs sciatiques ou un syndrome rotulien. Il est également responsable de la gonarthrose et de l'usure prématurée de l'articulation du genou. Jugés inconfortables et connotés, leur port est ainsi en forte baisse notamment auprès des jeunes générations. À partir de 2019, les codes vestimentaires d'entreprises qui imposaient leur port sont pris pour cibles par plusieurs mouvements des droit des femmes dont le Mouvement #KuToo au Japon. Cette pratique, jugée sexiste, est aujourd'hui progressivement abandonnée par les grandes entreprises.

## Histoire
La majeure partie du peuple durant l'Égypte antique marchait pieds nus, mais certaines figures murales datant de 3500 av. J.-C. décrivent une version très ancienne de chaussures portées par des personnes au plus haut statut. Ces chaussures étaient représentées par des pièces de cuir attachées ensemble par un lacet ressemblant au symbole d' Ânkh (♀), qui signifie vie. Mais il existe également quelques descriptions d'hommes et de femmes au plus haut statut portant des talons hauts, probablement pour des cérémonies. Les bouchers égyptiens portaient également des talons hauts, pour éviter le sang coulant des bêtes mortes.[réf. nécessaire] À l'époque de la Rome et la Grèce antiques, les sandales à plateforme appelées kothorni (plus tard connues sous le terme cothurnes durant la Renaissance), étaient des chaussures à hautes semelles à base de bois ou de liège particulièrement répandues parmi les acteurs de théâtre, et différenciaient leur statut par la hauteur de leurs semelles. Dans la Rome Antique, le commerce sexuel était légal et les prostituées étaient souvent identifiées grâce à la hauteur de leurs talons.

Portrait de Louis XIV en costume de sacre par Hyacinthe Rigaud en 1701. Les talons hauts sont à cette époque un accessoire viril, tout comme les bas.

Durant le Moyen Âge, les hommes et les femmes du peuple portaient souvent des sabots, ou des soles en bois, précurseurs des talons hauts. À cette époque, les sabots étaient considérés comme chers et fragiles et devaient être gardés hors de contact de la boue et autres débris durant la marche.
Au XVe siècle, les chopines, type de chaussures à hautes semelles, ont été créées en Turquie et sont devenues populaires à travers l'Europe au milieu du XVIIe siècle. La taille des chopines pouvait varier entre 17, 20 (8, 9) et 70 centimètres (30 pouces), forçant parfois les femmes à utiliser une canne ou un domestique pour les aider à marcher. Comme les sabots, les chopines possédaient une grande taille, mais contrairement aux sabots, les chopines étaient exclusivement portées par les femmes. La semelle des chopines était souvent fabriquée à base de liège ou de bois.
En 1533, la mode des talons hauts revient en force chez les hommes, notamment les nobles, qui aimaient dominer la foule de leur hauteur. La femme d'Henri II, roi de France, Catherine de Médicis, engage un cordonnier pour lui fabriquer une paire de chaussures à talons hauts inspirée par la mode et par la hauteur. Ces chaussures étaient une adaptation à la fois des chopines et des sabots, façonnées pour protéger le pied de celle qui les porte de la saleté et de la boue ; mais contrairement aux chopines, le talon était plus haut que la hauteur des doigts de pieds et la « semelle » était conçue pour élever le milieu du pied. Ce type de chaussures élevées était déjà porté en tant que mode en Italie, seulement, les lois somptuaires à Venise bannissaient le port des chaussures à hautes semelles de style chopine au début des années 1430.
Au fil du XVIIe et du XVIIIe siècle, les hommes et les femmes continuent à porter des talons en signe de noblesse : l'escarpin est alors la chaussure la plus portée à la cour des rois de France. Lorsque la Révolution française approche, au plus tard du XVIIIe siècle, le port des talons décline en France en raison de sa comparaison avec la richesse et l'aristocratie. Durant le XIXe siècle, les sandales et chaussures ordinaires étaient portées par les deux sexes, mais la mode des talons refait surface au plus tard du XIXe siècle, cette fois-ci presque exclusivement réservée aux femmes.
Durant le XXe siècle, les escarpins à talons hauts se popularisent chez les femmes, avec toujours un important va-et-vient de la mode. L'escarpin féminin fait sa première apparition en France en 1947 lors d'un défilé de mode, grâce à Christian Dior[réf. souhaitée]. Ce type de chaussure devient dès lors un des attributs majeurs de la silhouette New Look, affirmant la féminité et perfectionnant les silhouettes sveltes des mannequins. Au début des années 1950, l'escarpin à talon aiguille connaît le succès en Italie. Durant les années 1960, l'escarpin se voit accusé de tous les maux par les médecins à cause de ses effets néfastes sur le dos notamment. Ce type de chaussures est donc délaissé au profit de chaussures à talon plat, conseillées par les féministes.  
Les talons bas dominent la mode durant les années 1970-80, mais les talons hauts reviennent sur le marché durant les années 1980-90, avec notamment le talon aiguille.

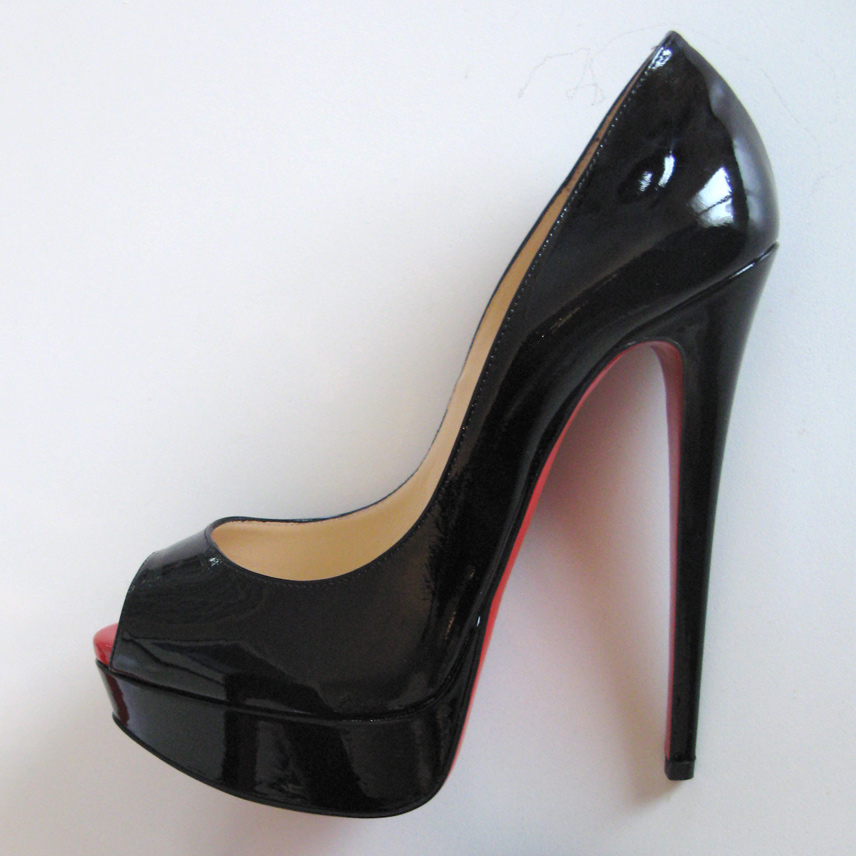
Escarpin ouvert, à talon de 150 mm.

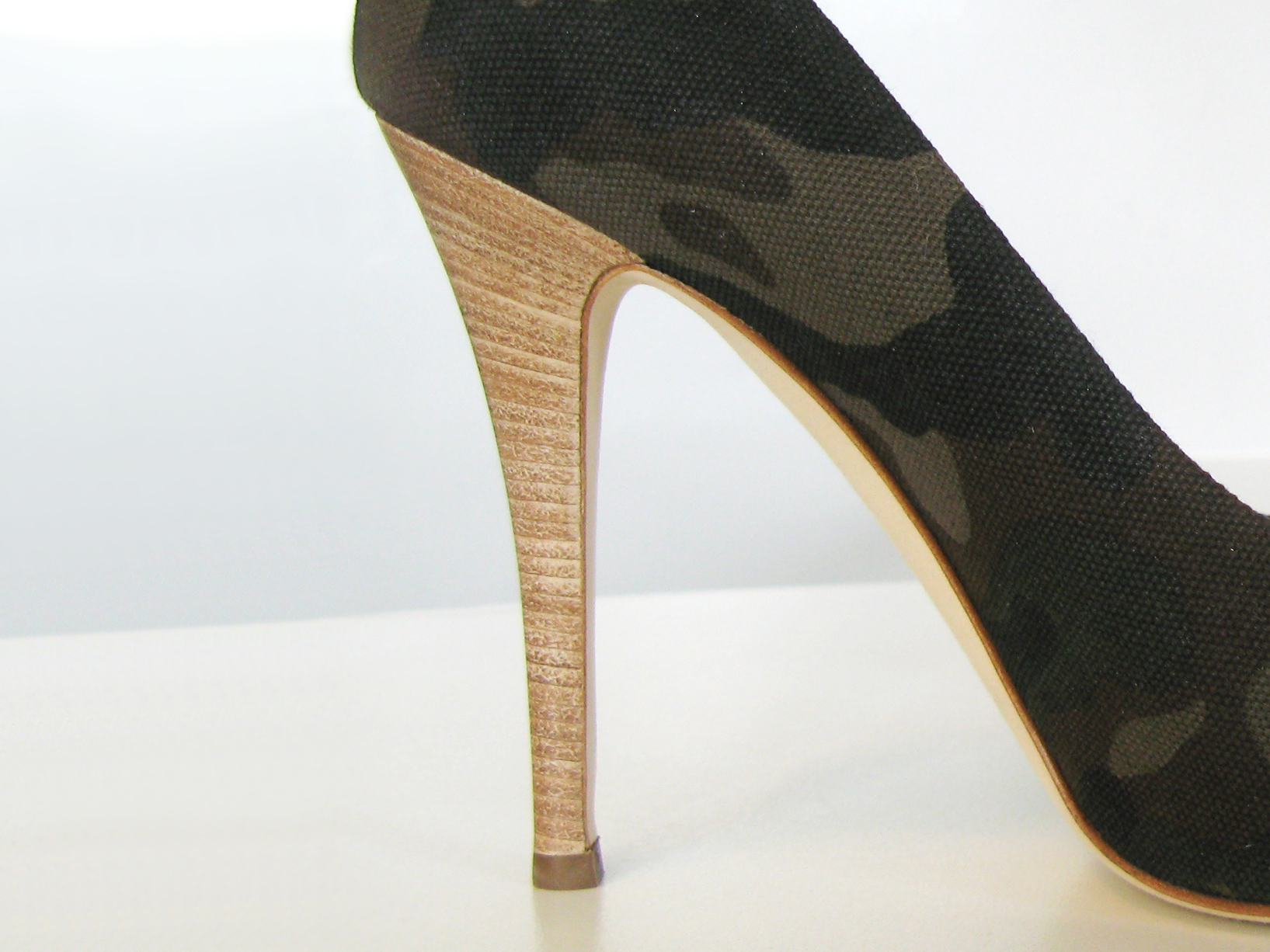
détail de talon haut d'un escarpin. Giuseppe Zanotti.

En 2005, 105 millions de paires d'escarpins étaient vendues dans le monde .
Au XXIe siècle, la chaussure à talon haut, dans laquelle le tarse est significativement plus élevé que les orteils, est le sujet d'un bon nombre d’interrogations. Des médecins se sont déjà penchés sur ses conséquences physiques et culturelles, positives ou négatives, chez les femmes aussi bien que dans la société tout entière.
Actuellement, les talons hauts, dont la taille varie de la talonnette (mesurant 4 cm) à plus (13 cm ou plus) sont surtout portés par des femmes pour des raisons esthétiques.

## Mise en garde médicale
Le port de talons hauts fait l'objet de mises en garde de la part du corps médical concernant aussi bien des dommages causés au dos qu'aux membres inférieurs. La chirurgie orthopédique permet de corriger les déformations de pieds causées par le port des talons hauts et de soulager les douleurs causées par ces déformations.

## Analyse féministe
Les talons hauts ont parfois été la cible de critiques au centre de débats politiques plus larges depuis l'émergence du mouvement de libération des femmes dans les années 1970. Le port de talons hauts y a été interprété comme une entrave à une bonne démarche (et à une course éventuelle), qui rend les femmes plus vulnérables aux agressions. Certaines féministes conseillent donc de s'abstenir de mettre des talons trop élevés.

## Types
Les types de talons hauts incluent:
- demi-talons: petit talon très court.
- Courte ou talonnette : un petit talon court dont la taille maximale est de 2 cm de diamètre avec moins de 0,4 cm de longueur au contact du sol.
- Talon abattu : talon évasé vers le haut, créant un profil en surplomb ;
- Talon aiguille : talon haut, de plus de 7 cm, et très effilé vers le bas. Il peut atteindre des hauteurs de 15 cm ;
- Talon baraquette : talon plat et débordant à gorge rectiligne ;
- Talon bas ou talon plat : talon de faible hauteur dont les faces supérieures et inférieures sont parallèles ;
- Talon bobine : talon haut creusé sur son pourtour et évasé vers le bas ;
- Talon bottier ou talon rainuré : talon haut et large fait de lamelles de cuir superposées ou donnant cet aspect ;
- Talon chiquet : talon très plat constitué d’une unique lamelle de cuir. Souvent ce type de talon est sur des ballerines par exemple ;

## Chez les hommes

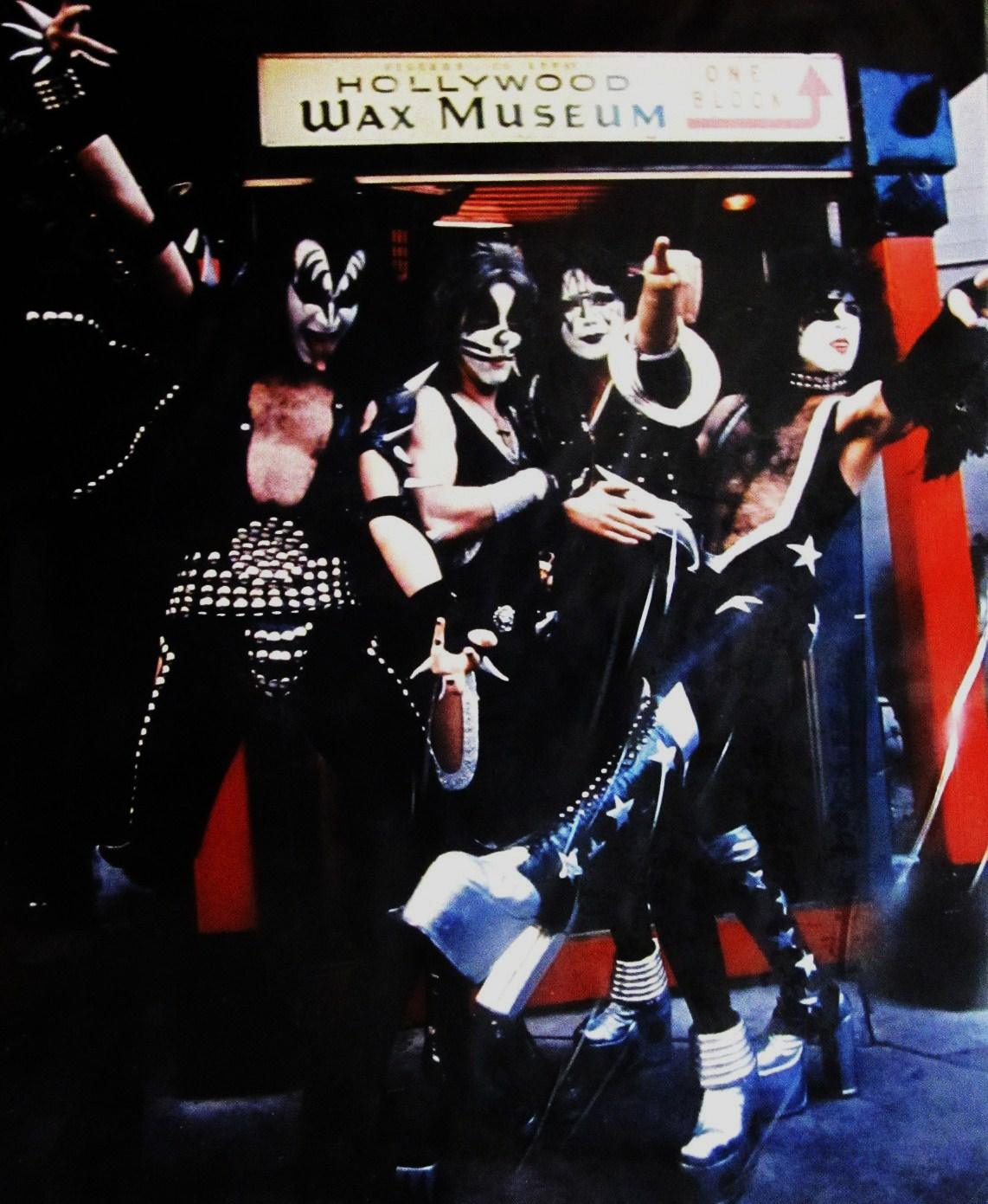
Les talons compensés sont un des symboles du tournant « glam » du hard rock au tournant des années 1980 (ici le groupe Kiss).

Elizabeth Semmelhack, conservatrice au Bata Shoe Museum, retrace l'histoire du talon haut des chevaliers qui utilisaient les talons pour maintenir leurs pieds dans les étriers. Elle décrit que le talon le plus vieux qu'elle ait vu était une boule en céramique datant du IXe siècle en provenance de Perse.
En Europe de l'Ouest, depuis le XVIIIe siècle les chaussures masculines ont généralement des talons plus bas. Une exception notable est la santiag (botte américaine popularisée en Europe dans les années 1960), dont le talon est un peu plus élevé que la norme. Le talon bas cubain a été popularisé par la bottine Beatles, portée par le célèbre groupe anglais The Beatles, ce qui a permis une réintroduction du talon dans les bottes masculines. Le talon est fait une brève réapparition durant les années 1970 sous l'effet des modes glam rock puis surtout disco (dans La Fièvre du samedi soir, le personnage qu'incarne John Travolta porte des talons cubains durant le générique du début). Les chanteurs Prince et Elton John portent eux aussi des talons. Des groupes tels que Kiss, Mötley Crüe et Sigue Sigue Sputnik ont porté des talons durant les années 1980. Plus récemment, des artistes portent des talons comme Justin Tranter, le chanteur de Semi Precious Weapons et Bill Kaulitz, le chanteur de Tokio Hotel.

## Accessoires
La pointe de certains types de talons peut endommager certains types de sol. Il existe des protections à inclure sur le talon lui-même pour éviter tout contact avec les sols fragiles (tels que le linoleum (rotogravure) ou les sols en bois) et ainsi de prévenir les rayures ou autres styles de trous. Ces types de protections sont communément utilisés pour les danses de salon ou autres danses susceptibles de rayer un sol quelconque. La pointe de certains talons est habituellement en plastique ou en métal (appelée bonbout) qui s'use avec le temps et peut facilement être remplacée.

## Sociologie du talon haut
Les raisons contre le port des talons hauts, souvent associées à la santé ou à la pratique, incluent :
- Des douleurs aux pieds[19]
- Des risques élevés de fractures et d'entorses
- Des risques de difformité au niveau du pied (Hallux valgus et orteils)
- Une démarche handicapante
- Un raccourcissement des pas
- Une incapacité de courir
- Des changements au niveau des articulations tibio-fémorales
- Des incidents et maladies dégénératifs très élevés chez les femmes qui portent fréquemment des talons hauts.

Les raisons pour le port des talons hauts, souvent associées à l'esthétisme, incluent :
- Une taille rehaussée
- Une posture plus élancée
- Une illusion de jambes plus longues
- Une illusion de pieds plus petits
- Une illusion de doigts de pied plus courts
- Une meilleure définition des muscles des pieds
- Une meilleure définition du muscle grand glutéal.

### Effets néfastes
En talons hauts, la partie supérieure du corps de la femme est projetée vers l'avant, ce qui a pour effet de modifier l'axe corporel. Pour compenser ce déséquilibre, les muscles du dos se rétractent et peuvent augmenter la lordose lombaire, la courbure naturelle du bas du dos, ce qui a pour effet de forcer l'organisme. Une équipe de médecins américains a également démontré que le port des talons hauts occasionne une nette augmentation des tensions articulaires au niveau du genou, pouvant ainsi favoriser le développement de l'arthrose au genou, une usure prématurée du cartilage. L'écart inter malléolaire, l'écart inter condylien, l'angle antérieur du pied et l'angle fémoro-patellaire augmentent alors que l'angle postérieur du pied diminue. Les talons hauts sont sources de gonarthrose, mais aussi de troubles des articulations de la cheville et du pied.
De plus, un autre groupe de scientifiques arrive à la conclusion que privilégier les talons à formes larges plutôt que les talons à forme pointue n'exerce aucun effet protecteur sur la déformation des genoux. La forme du pied dépend du style de chaussure actuellement porté et peut compresser les doigts de pieds pouvant causer des cals, des ampoules, voire un hallux valgus et dans certaines conditions médicales, le névrome de Morton souvent permanent et qui requiert une opération chirurgicale pour alléger la douleur. Malgré les solutions médicales concernant le port des talons hauts, quelques podologues recommandent à certains de leurs patientes le port de talons bas ou de taille moyenne.

### Effets positifs
Une récente étude suggère que le port des talons peut rehausser le tonus du muscle pelvien. Des solutions permettent de limiter dans le temps l'usage de talons trop hauts. De nouvelles solutions permettent de changer simplement la hauteur des talons en cours de journée.